# 大和田俊之
大和田 俊之（おおわだ としゆき、1970年 - ）は、日本のアメリカ文学者、ポピュラー音楽研究者、慶應義塾大学法学部教授。

## 経歴・人物
神奈川県出身。神奈川県立湘南高等学校卒業。1996年慶應義塾大学経済学部卒業。1998年同志社大学大学院アメリカ研究科前期博士課程修了。2004年慶應義塾大学大学院文学研究科英米文学専攻後期博士課程修了、「反復と逸脱 ハーマン・メルヴィルの作品における法の転覆」で文学博士。
2011年に発表した著書『アメリカ音楽史 ミンストレル・ショウ、ブルースからヒップホップまで』で、第33回サントリー学芸賞（芸術・文学部門）を受賞。ヒップホップや日本語ラップについての著書も多い。

## 著書

### 単著
- 『アメリカ音楽史 ミンストレル・ショウ、ブルースからヒップホップまで』（講談社選書メチエ、2011年）
- 『アメリカ音楽の新しい地図』（筑摩書房、2021年）

### 共著
- 『村上春樹を音楽で読み解く』（栗原裕一郎・大谷能生・鈴木淳史・藤井勉と共著、日本文芸社、2010年）
- 『文化系のためのヒップホップ入門』（長谷川町蔵と共著、アルテスパブリッシング、2011年）
- 『ラップは何を映しているのか』（磯部涼・吉田雅史と共著、毎日新聞出版、2017年）
- 『文化系のためのヒップホップ入門2』（長谷川町蔵と共著、アルテスパブリッシング、2018年）
- 『ポップ・ミュージックを語る10の視点』（編著、アルテスパブリッシング、2020年）

## テレビ
- 星野源のおんがくこうろん（NHK Eテレ、2022年2月11日=） - トシかいせついん（声）